# Algot Jungnell
Algot Emanuel Jungnell (i riksdagen kallad Jungnell i Katrineholm), född 	21 september 1877 i Jungs församling, Skaraborgs län, död 15 oktober 1968 i Spånga församling, Stockholm, var en svensk överlärare och politiker. 
Han var ledamot av riksdagens andra kammare 1918–1920 och tillhörde liberala samlingspartiet. I riksdagen skrev han tolv egna motioner om bland annat lönefrågor inom undervisningsväsendet och besittningsrätt för fideikommissens torpare och arrendatorer.